# Eois ephyrata
Eois ephyrata är en fjärilsart som beskrevs av Walker 1863. Eois ephyrata ingår i släktet Eois och familjen mätare. Inga underarter finns listade i Catalogue of Life.